# Pieter van Royen
Pieter van Royen (Lahat, 1923 - 2002) was een Nederlands botanicus.

## Korte levensbeschrijving
In 1933 verhuisde hij met zijn familie uit Indonesië naar Nederland. Hij promoveerde in 1951 aan de Universiteit van Utrecht op het eerste deel van zijn studie (een monografie) aan de plantenfamilie Podostemaceae uit het Neotropisch gebied. Het tweede en derde deel kwam uit in 1953 en 1954.
Van 1951 tot 1962 was hij verbonden uit het Rijksherbarium in Leiden. Van 1954 tot 1955 ondernam hij zijn eerste plantkundige expeditie in Nieuw-Guinea. Daarna volgden er meer. Van 1962 tot 1965 werkte hij in Papoea-Nieuw-Guinea bij Botanische tuin in Lae en was tevens verbonden aan het Queensland Herbarium in Brisbane (Australië).
In mei 1967 werd hij conservator van het BP Bishop Museum herbarium in Honolulu op Hawaï. Deze functie bekleedde hij tot zijn pensionering in 1983. Tijdens deze hele periode wijdde hij zich aan de verdere bestudering van de flora van Nieuw-Guinea.

## Betekenis als taxonoom
Van Royen heeft door zijn werk de kennis van de flora van Nieuw-Guinea aanzienlijk bevorderd. Zijn monografie over de Podostemonaceae is nog steeds een standaardwerk. In 2004 schrijft de Amerikaanse botanicus C. Thomas Philbrick hierover op zijn website: „Much of our present understanding of the taxonomy of Podostemaceae in the New World rests heavily on the work of Dr. P. van Royen“ (Veel van onze huidige kennis van de taxonomie van de Podostemaceae in de Nieuwe Wereld is gebaseerd op het werk van Dr P. van Royen).
Hoewel hij voornamelijk in planten was geïnteresseerd, bemachtigde hij in 1961 in Papoea de resten van een vachtegel die hij liet onderbrengen in het Rijksmuseum van Natuurlijke Historie. In 1998, 37 jaar na de vondst, bleek dit een nieuwe soort vachtegel voor de wetenschap: Zaglossus attenboroughi.
De officiële botanische auteursafkorting is "P. Royen". Het plantengeslacht Van-royena (familie Sapotaceae) is naar Pieter van Royen genoemd.
- Bibsys: 90122685
- Author citation (botany): P.Royen
- CiNii: DA01202135
- Gemeinsame Normdatei: 1256378828
- International Standard Name Identifier: 0000 0000 8378 4189
- Library of Congress Control Number: n82060151
- Nationale bibliotheek van Australië: 36520009
- Nederlandse Thesaurus van Auteursnamen: 070836299
- Système universitaire de documentation: 227451988
- Museum of New Zealand Te Papa Tongarewa: 52979
- Trove: 1269502
- Virtual International Authority File: 44828975
- WorldCat: E39PBJrCgMpK8xJmmPWqG6rwmd